# Leverage et Short
Les Leverage et Short sont des produits de Bourse à effet de levier qui permettent à leur détenteur de profiter d’un levier quotidien fixe. Ils multiplient la performance quotidienne du sous-jacent par l’effet de levier à la hausse pour les Leverage et à la baisse pour les Short.

## Quel est l’intérêt des Leverage et Short?
Le principal intérêt des Leverage et Short est leur effet de levier fixe. En outre ils ne possèdent pas de maturité ni de barrière désactivante. Ils sont donc destinés à des investisseurs désirant avoir un effet de levier fixe sur le produit, et éviter le risque de désactivation si leur scénario d’investissement ne se réalise pas au cours d’une séance boursière.

## Historique des Leverage et Short
Les premiers Leverage et Short ont été créés en 2009 en Suède et en Allemagne sur des sous-jacents de type action d’abord, et ensuite sur des indices. En 2010, la Société Générale a émis les premiers Leverage et Short sur l’indice CAC 40, proposant des leviers de 3, 4 et 5 à la hausse comme à la baisse. Depuis 2012 sont présents sur la Bourse de Paris des Leverage et Short, émis sur indices (levier allant de 2 à 10 pour le CAC 40), sur énergie et métaux. En Novembre 2012, Commerzbank devient l’unique émetteur de Leverage et Short sur matières premières, indices de volatilité et taux d’intérêt.

## Fonctionnement d’un Leverage et Short
L’effet de levier est fixe tout au long de la vie du produit. Le Leverage permet à l’investisseur de réaliser un gain en cas de hausse du sous-jacent au cours de la séance boursière. Si contrairement au scénario anticipé, le sous-jacent subit une baisse de performance, l’effet de levier exposera le Leverage à une baisse de son cours. 
Le Short permet à l’investisseur de réaliser un gain en cas de baisse du sous-jacent au cours de la séance boursière. La performance quotidienne du sous-jacent sera multipliée par l’effet de levier pour déterminer la variation que subira le produit. Le produit varie positivement en cas de baisse du sous-jacent et négativement en cas de hausse.

## Le mécanisme de protection partielle
Il permet d’éviter la désactivation du produit en cas de forts mouvements du sous-jacent, dans le sens contraire au scénario d’investissement. Considérons le Leverage x10 sur l’indice CAC 40. Si au cours d’une séance boursière le CAC perd 10 %, le produit devrait subir une baisse de 100 % (10 x 10 %), donc valoir zéro. 
Pour éviter qu’un scénario similaire se réalise, un mécanisme de protection partielle existe. Ce mécanisme protège une partie de la valeur du produit et s’enclenche dès que le sous-jacent varie dans de fortes proportions contraires au scénario d’investissement au cours d’une séance boursière. En l’occurrence lorsque la variation du sous-jacent dépasse le niveau de protection qui est fonction du levier choisi, la performance du sous-jacent est recalculée à partir de cet évènement comme s’il s’agissait d’une nouvelle séance.

## Exemple
Un Leverage x 10 sur le CAC 40, est émis au prix de 8,5 €. En fin de séance, le CAC 40 a varié à la hausse de 0,28 % ; le produit s’appréciera de 2,8 % et cotera environ 1,028 x 8,5 = 8,738€.
Si par contre le CAC 40 perd 8 % au cours d’une séance boursière, le produit perdra 80 % de sa valeur et cotera environ 0,2x 8,5 = 1,7€.
Pour un Leverage ou Short x10 le mécanisme de protection s’enclenche dès que le sous-jacent subit une variation de 9 %. 
Considérons un Short x10 qui cote en début de séance 10€ sur le CAC 40 à 3500 points. On observe en fin de séance boursière que l’indice français clôture à 3696 points, avec un maximum à 3900 points (11,43 %). 
Le Short x10 sera évalué de la façon suivante :
- A 3815 points sur le CAC 40 (9 % de hausse), le produit aura un prix d’environ (1 - 0,9) x 10 = 1€ et la performance du CAC 40 est recalculée dès cet instant.
- Pour la variation de 3815 points à 3696 points (baisse de 3,1 %) sur le CAC 40, le produit s’appréciera de 31,2 % ; il aura donc un prix de (1 + 0,312) x 1 = 1,312€.

## Comment évolue le prix des Leverage et Short?
Le prix des Leverage et Short multiplie la variation quotidienne du sous-jacent par le levier. L’évolution du prix est donc proportionnelle à l’effet de levier du produit. 

## Quel est le risque pour les clients?
Même s'ils ne peuvent pas perdre toute leur valeur d'un coup, les leverage et short peuvent perdre beaucoup sur une seule séance et ils perdent inexorablement de la valeur sur les fluctuations aller-retour.

Prenons l'exemple d'un leverage à 100 € avec un levier x10 sur une action à 100 € :
- si l'action baisse de -8% à  92 € le leverage baissera de -80% à 20 €. Le calcul log(0.20)/log(0.92) = 19.3 montre que c'est comme si le leverage avait baissé de -8% pendant 19.3 séances consécutives. Le véritable effet de levier à la baisse n'est pas 10 mais 19.3 en calcul actuariel.
- si l'action remonte de 8.7% à 100 € le leverage remontera de 87% à 37.4 €. Le calcul log(1.87)/log(1.087) = 7.5 montre que c'est comme si le leverage avait remonté de 8.7% pendant 7.5 séances consécutives. Le véritable effet de levier à la hausse n'est pas 10 mais 7.5 en calcul actuariel.

Alors que l'action est revenue à son niveau initial de 100 €, le leverage n'est remonté qu'à 37 €, il a perdu -63% de sa valeur.

Car en calcul actuariel le levier est plus grand quand le produit baisse que quand il monte.

La perte est d'autant plus rapide que le levier est grand et que le sous-jacent est volatile.

## Quelle est la rémunération de l'émetteur?
Alors que le levier semble équitable à la baisse et à la hausse, l'exemple du paragraphe 'risque' ci-dessus montre qu'en calcul actuariel, le levier est en réalité beaucoup plus important lorsque le produit baisse ce qui fait perdre inexorablement de la valeur au produit et constitue la rémunération de l'émetteur.

La rémunération de l'émetteur est d'autant plus rapide que le levier est grand et que le sous-jacent est volatile.

## Structuration des Leverage et Short
Un Leverage se structure comme l’achat d’une unité de l’actif sous-jacent. Concernant ceux qui sont émis sur indices, il s’agit de l’achat du contrat Future émis sur ces indices. Inversement le Short se structure comme la vente à découvert d’une unité de l’actif sous-jacent.

## Quelle est la fiscalité en France des Leverage et Short?
Les Leverage et Short ne sont pas éligibles au PEA. La fiscalité applicable aux Leverage et Short est assimilée aux opérations réalisées sur les valeurs mobilières. Les profits nets sont taxés en 2012 au taux de 34,5 % (19 % + 15,5 % de prélèvements sociaux) et sont imposables dès le premier euro, sans seuil de cession. Les pertes nettes d’une année réalisées sur les Leverage et Short peuvent s’imputer sur des plus-values de même nature, pendant les 10 années suivant ces pertes. 